# ヨーゼフ・ヒルトル

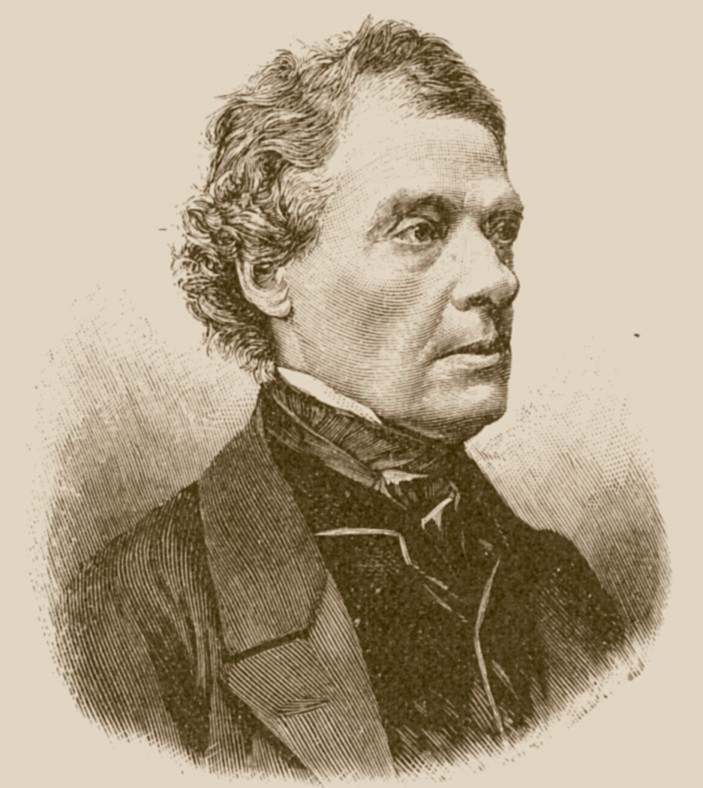
ヨーゼフ・ヒルトル

ヨーゼフ・ヒルトル（Joseph Hyrtl, 1810年12月7日 アイゼンシュタット - 1894年7月17日）は解剖学者、医師。1837年プラハ大学教授、1845年ウィーン大学教授。
肉眼的解剖学、局所解剖学を研究し、特に血管系、骨系の専門家。両舌下神経間に時々認められる吻合「ヒルトルの環(Hyrtl's anastomosis, Hyrtl's loop)」を発見。
肖像は、1937年のオーストリアの切手になっている。アイゼンシュタットにはヒルトル通りがある。